# چوروکبم مدیا
چوروکبِم مدیا (به انگلیسی: Chorokbaem Media؛ به کره‌ای: 초록뱀미디어) یک شرکت تولید درام کره‌ای و انیمیشن است.